# Río Soacha
Río Soacha är ett vattendrag i Colombia. Det ligger i den centrala delen av landet, 17 km väster om huvudstaden Bogotá.